# Marie Taglioni-Polka
Die Marie Taglioni-Polka ist eine Polka von Johann Strauss (Sohn) (op. 173). Das Werk wurde am 16. Dezember 1855 im Wiener Volksgarten erstmals aufgeführt.

## Einzelnachweis
1. ↑  Quelle: Englische Version des Booklets (Seite 64) in der 52 CDs umfassenden Gesamtausgabe der Orchesterwerke von Johann Strauß (Sohn), Hrsg. Naxos (Label). Das Werk ist als dritter Titel auf der 23. CD zu hören.